# Sagfjordbotn
Sagfjordbotn est une localité du comté de Nordland, en Norvège.

## Géographie
Administrativement, Sagfjordbotn fait partie de la kommune de Sørfold.